# Popeláčovití
Popeláčovití (Corcoracidae) představují nepočetnou čeleď pěvců, jež zahrnuje pouze dva popsané druhy, každý ve vlastním monotypickém rodu: popeláč šedý (Struthidea cinerea Gould, 1837) a kavčík bělokřídlý (Corcorax melanorhamphos (Vieillot, 1817)). Oba tyto druhy mají endemitní rozšíření v Austrálii.
Popeláčovití představují zástupce korvoidního kladu zpěvných ptáků. Ve starších zdrojích mohou být zástupci dnešních popeláčovitých sdružováni společně s rodem popeláček (Grallina) v rámci samostatné čeledi Grallinidae, nicméně tento systém byl opuštěn jako zjevně polyfyletický (popeláčci se odvozují spíše v rámci čeledi Monarchidae). Popeláč šedý i kavčík bělokřídlý představují na první pohled relativně odlišně vypadající pěvce, přesto lze mezi nimi pozorovat určité podobnosti: oba preferují otevřené lesní porosty, staví si hluboké miskovité hnízdo z bláta a mláďata monogamního páru u obou druhů pomáhají vychovávat tzv. „helpers“, pomocníci etablovaní typicky z mláďat z předchozích snůšek. Samice klade 3–5 vajec, inkubace trvá 19 až 20 dní a mláďata se opeří po dalších 18 až 30 dnech. Potravu, kterou tvoří především široká škála bezobratlých, sbírají popeláčovití na zemi.